# گاوماهی سرتخت
گاوماهی سرتخت (نام علمی: Glossogobius giuris) از انواع ماهیان است.

## ویژگی‌ها
D۱.VI,D۲٫۱۹
سر از بالا به پایین و قسمت تنه از دو طرف فشرده‌است.دارای دو باله پشتی جدا از هم.ردیف‌های فلس‌های عرضی بدن (squ) ۳۲ عدد می‌باشد.
روی باله‌های پشتی و دمی نوارهای تیره رنگ وجود دارد، طول سر ۳۲٫۵درصد از طول بدن می‌باشد.
اندازه:متوسط اندازه‌های نمونه‌های به‌دست‌آمده ۱۵۰میلیمتر بوده‌است.
زیستگاه:در آبهای شیرین رودخانه‌های مناطق گرمسیری جنوب و جنوب شرقی ایران، در قسمت‌های میانی رودخانه سرباز با دمای آب ۲۵-۴۰ بستر قلوه سنگی توام با گل و لای و عمق ۲۰ تا ۱۰۰ سانتی متری وجود دارد.
پراکنش: رودخانه‌های دجله و کارون و حوضه‌های مکران، هرمز.